# Festo (sítio arqueológico)
Festo (em grego: Φαιστός; romaniz.: Phaistós) é uma cidade antiga da ilha de Creta. Localiza-se na porção centro-sul da ilha, aproximadamente 5,6 quilômetros do Mar Mediterrâneo. Foi habitada desde cerca de 4 000 a.C. Um palácio, datado da Idade do Bronze Médio (c. 1 900 a.C.), foi destruído possivelmente por um terremoto no final do período (c. séculos XVIII-XVII a.C.); Cnossos, juntamente com outros sítios minoicos, foi destruído na mesma época. O palácio acabou por ser reconstruído mais tarde.

## Arqueologia

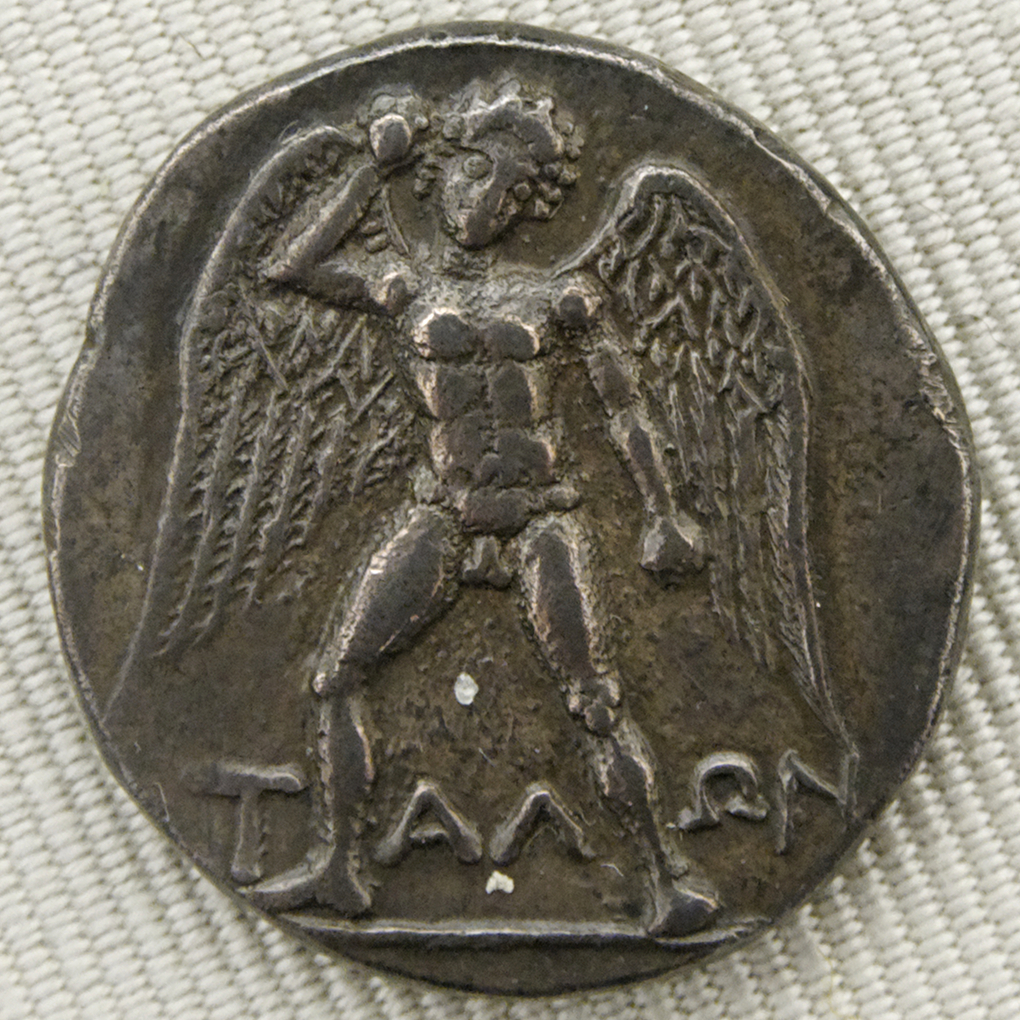
Dracma com efígie do gigante Talos, Festo

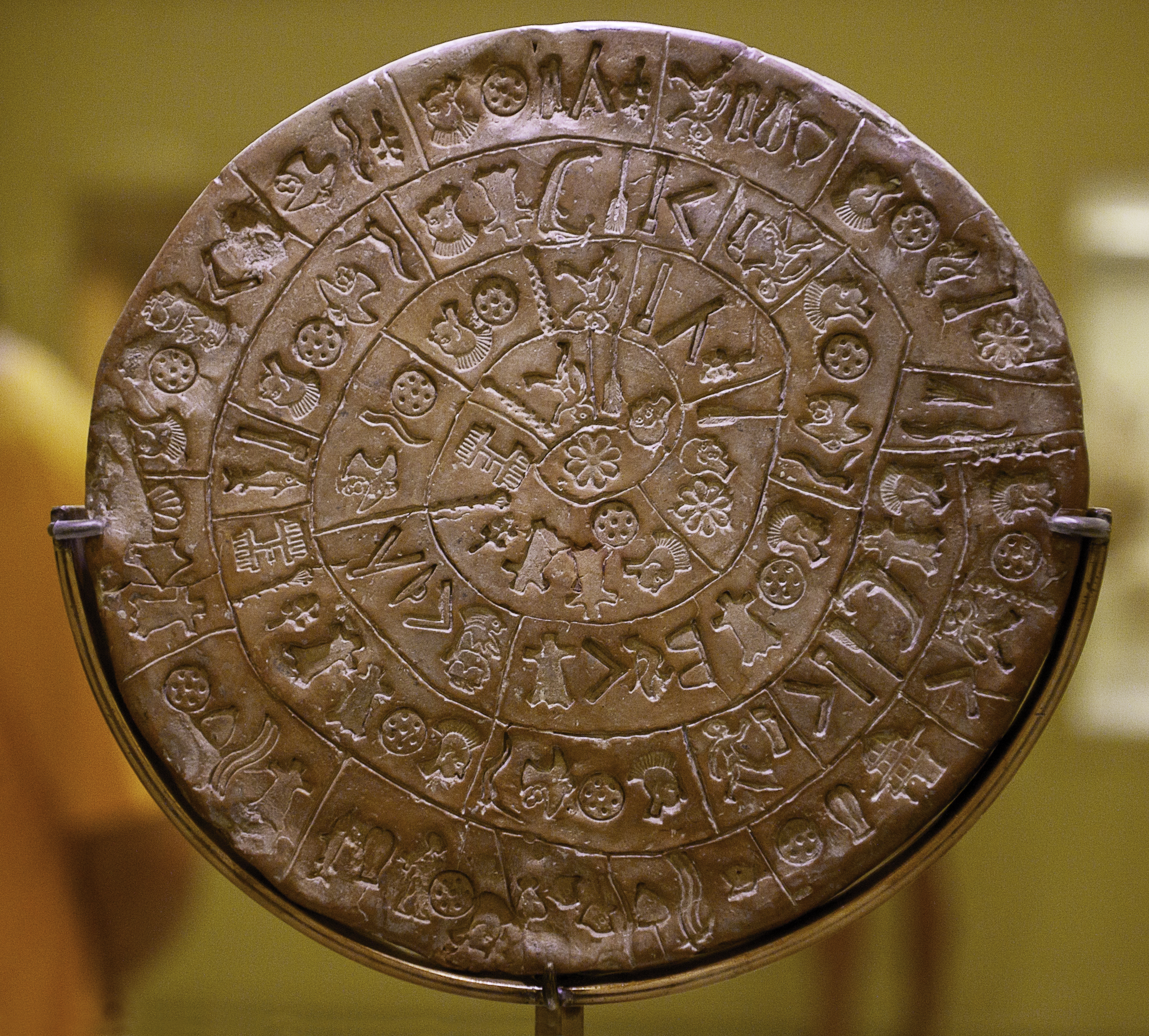
Lado A do Disco de Festo